# كأس المكسيك 1944–45
كأس المكسيك 1944–45 (بالإسبانية: Copa México 1944-45)‏ هو الموسم 29 من كأس المكسيك. أشرف على تنظيمه اتحاد المكسيك لكرة القدم، وكان عدد الأندية المشاركة فيه 13، وفاز فيه نادي بويبلا.